# Martin Hamrlík
Martin Hamrlík (* 6. května 1973 Gottwaldov) je bývalý český profesionální hokejista, který strávil drtivou většinu své kariéry v barvách extraligového týmu PSG Zlín. Nastupoval na pozici obránce. Je vysoký 178 centimetrů, váží 95 kilogramů. Přezdívku má Larry.
Martin Hamrlík zahájil svou extraligovou kariéru již v dorosteneckém věku - v roce 1990 ve Zlíně. Následovalo několik let působení v nižších severoamerických soutěžích (IHL, AHL). V roce 1997 se vrátil do Zlína, kde působil do sezóny 2012/2013, kdy získal se svým mateřským klubem stříbrné medaile a následně ukončil kariéru. V nejvyšší české soutěži odehrál celkem 970 utkání a vstřelil v nich 152 branek. V současnosti[kdy?] působí u zlínského klubu jako trenér.
V lednu 2017 se dočkal symbolického ocenění ve formě vyvěšení svého dresu s číslem 41 pod střechu zlínského zimního stadionu.
V roce 2025 vstoupil do klubu legend české extraligy 

## Hráčská kariéra
- 1990-1991 AC ZPS Zlín
- 1992-1993 Ottawa 67's (OHL), Springfield Indians AHL
- 1993-1994 Peoria Rivermen IHL, Springfield Indians AHL
- 1994-1995 Peoria Rivermen IHL
- 1995-1996 Peoria Rivermen IHL
- 1996-1997 Long Beach Ice Dogs IHL, Orlando Solar Bears IHL
- 1997-1998 AC ZPS Zlín
- 1998-1999 AC ZPS Zlín
- 1999-2000 HC Barum Continental
- 2000-2001 HC Continental Zlín
- 2001-2002 HC Continental Zlín
- 2002-2003 HC Hamé Zlín
- 2003-2004 HC Hamé Zlín Mistr české extraligy
- 2004-2005 HC Hamé Zlín
- 2005-2006 HC Hamé Zlín
- 2006-2007 HC Hamé Zlín
- 2007-2008 RI Okna Zlín
- 2008-2009 RI Okna Zlín
- 2009-2010 PSG Zlín
- 2010-2011 PSG Zlín
- 2011-2012 PSG Zlín
- 2012-2013 PSG Zlín